# Futebol Clube do Marco
Maillots
Le Futebol Clube do Marco était un club portugais de football basé à Marco de Canaveses.

## Historique
Le FC Marco passe cinq saisons en Liga de Honra (deuxième division) entre 2000 et 2006.
Le club réalise sa meilleure performance en D2 lors de la saison 2004-2005, où il se classe 4e du championnat, avec un total de 13 victoires, 12 matchs nuls et 9 défaites.
Le club atteint les quarts de finale de la Coupe du Portugal lors de la saison 1988-1989 (défaite 11-0 face au Benfica Lisbonne).
Le 27 septembre 2007, la fédération portugaise de football suspend le FC Marco pour deux saisons alors qu’il évolue en II Divisão (D3) ainsi qu’une amende de 2.500€ à cause de plusieurs forfaits durant la saison 2006-2007.
Le FC Marco ne survivra pas à cette suspension et le club se dissout en 2008. 
Depuis la faillite du FC Marco, Un nouveau club voit le jour dans la ville de Marco de Canaveses. Il s’agit de l’AD Marco 09 créé le 6 mars 2009.